# Blezingeria
 (janvier 2019).
Si vous disposez d'ouvrages ou d'articles de référence ou si vous connaissez des sites web de qualité traitant du thème abordé ici, merci de compléter l'article en donnant les références utiles à sa vérifiabilité et en les liant à la section « Notes et références ».
Blezingeria ichthyospondyla
Genre
Espèce
Blezingeria est un genre éteint de reptiles marins du Trias moyen de l'Allemagne.

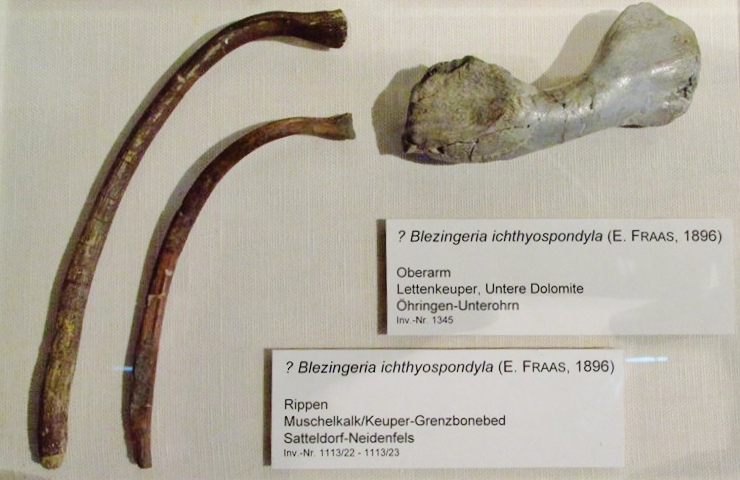
Fossiles.

L'espèce type et seule espèce Blezingeria ichthyospondyla a été nommée par le paléontologue allemand Eberhard Fraas (de) en 1896. Elle est connue par de nombreux os isolés qui proviennent d'une série sédimentaire dans le sud-ouest de l'Allemagne appelée Muschelkalk supérieur, qui date du Ladinien (Trias moyen).

## Description
Les relations de Blezingeria sont incertaines. Fraas l'a identifié comme un nothosaure , mais il a également été classé comme un ichtyosaure cymbospondylidae, et plus récemment un thalattosauriens. De nombreux fossiles de thalattosauriens ont été découverts dans une unité rocheuse légèrement plus âgée de Monte San Giorgio, en Suisse. Si Blezingeria est un thalattosauriens, cela pourrait représenter un stade précoce du rayonnement évolutif du groupe à travers l'Océan Téthys , un océan qui couvrait une grande partie de ce qui est aujourd'hui l'Europe et le sud de la Chine pendant le Trias. Cependant, puisque Blezingeria est connu à partir de matériel très incomplet, sa classification en tant que thalattosaure reste incertaine[pas clair].